# Kunstbunker Sint-Pietersberg

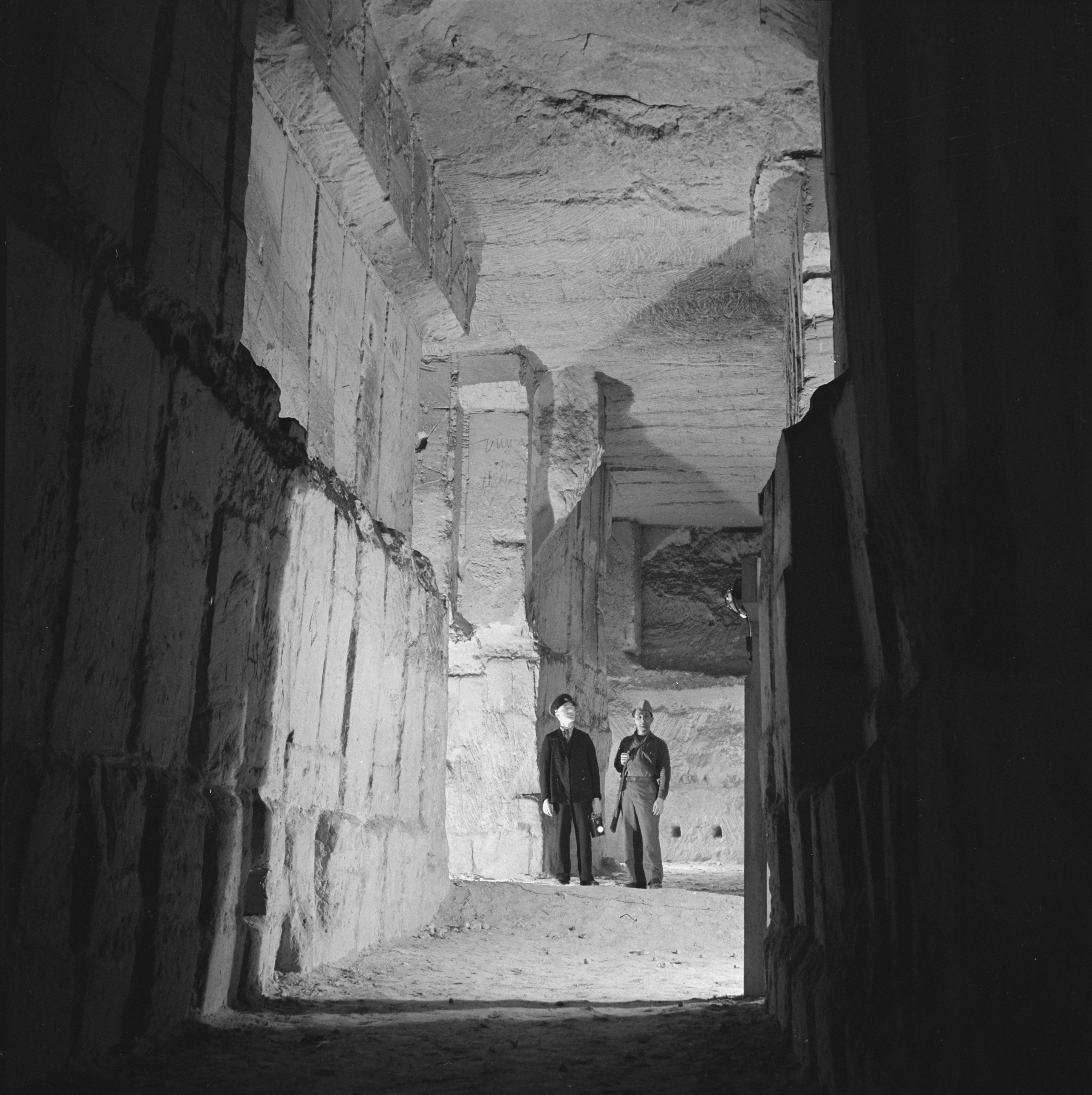
Militaire bewaker en een suppoost in de mergelgrot

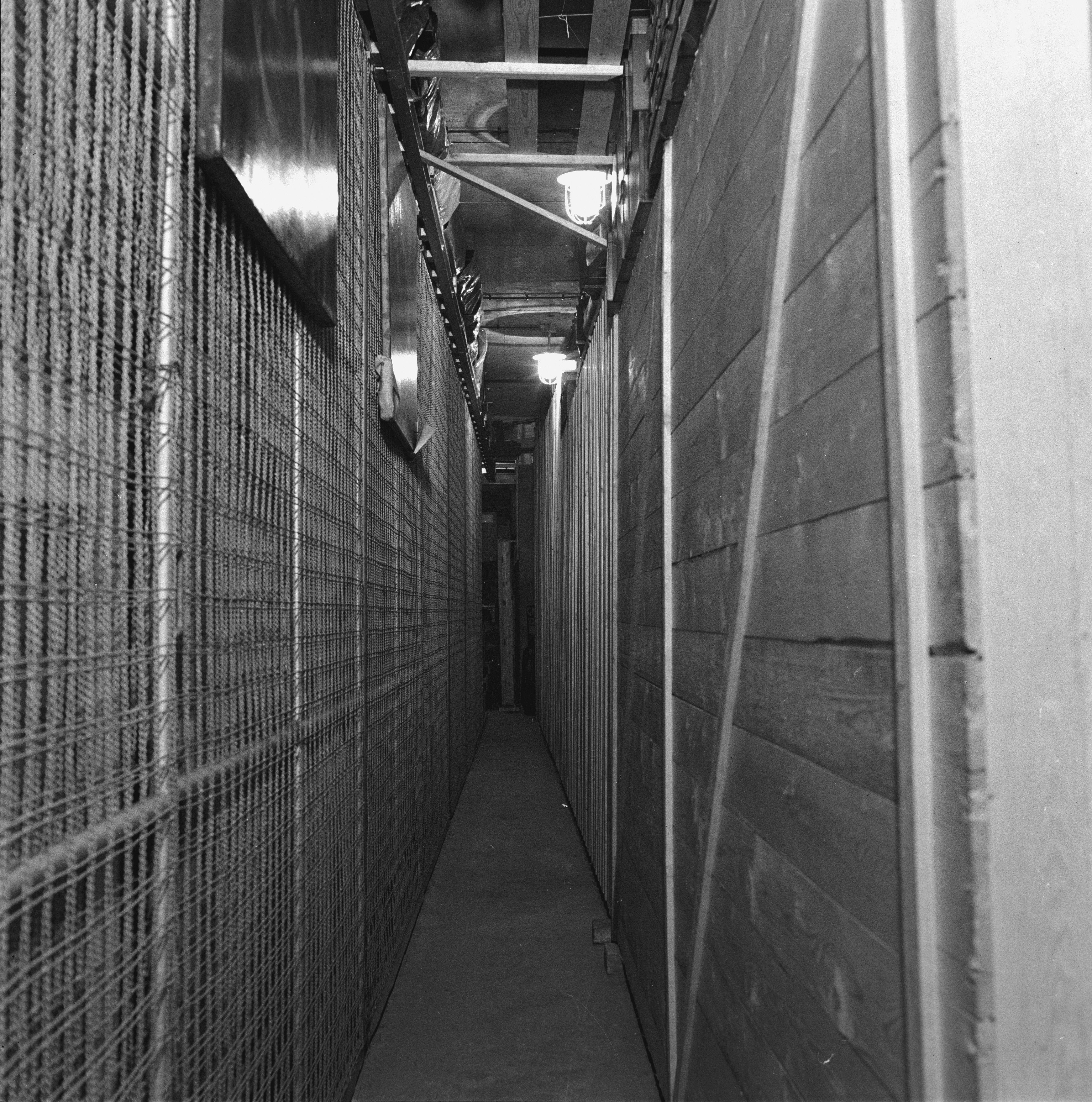
Kunstschatten Rijksmuseum in de Sint Pietersberg

De kluis in de Sint-Pietersberg was een opslagplaats in het Noordelijk Gangenstelsel in de Sint-Pietersberg in de Nederlandse provincie Limburg waar in de Tweede Wereldoorlog Nederlandse kunst lag opgeslagen.
Een dag nadat op 24 augustus 1939 in Nederland de voormobilisatie werd afgekondigd werd het Rijksmuseum Amsterdam uit voorzorg gesloten. Er werden maatregelen bedacht om het nationaal kunstbezit te beschermen. Daartoe werden voor de Nederlandse kunst speciale opslagplaatsen gebouwd in het duingebied. Tot deze bunkers klaar waren werden de kunstschatten ondergebracht in kerken, scholen, kastelen en gemeentehuizen in Noord-Holland. Eind 1941 diende het duingebied echter op last van de Duitsers te worden ontruimd voor de bouw van de Atlantikwall.
Na overleg met Otto Schumann, de opperbevelhebber van de Ordnungspolizei in Nederland, werd daarop besloten in de staatsbossen bij Paasloo een nieuwe bovengrondse kunstbunker te bouwen, de kunstbunker van Paasloo. De Rijksgebouwendienst besloot tevens om een kluis van 360 m³ uit te houwen in de Sint Pietersberg bij Maastricht, 35 meter onder de grond. De werkzaamheden werden tussen 15 december 1941 en 1 maart 1942 uitgevoerd. Het eerste transport vond plaats op 24 maart en bestond uit een lange reeks treinwagons met op elke wagon een vrachtwagen beladen met schilderijen. In totaal werden in de Sint-Pietersberg 800 waardevolle kunstschatten opgeslagen, waaronder Het straatje van Johannes Vermeer en De stier van Paulus Potter. Tot de kunstschatten hoorde ook De Nachtwacht van Rembrandt. Door de omvang van dit schilderij moest het doek opgerold worden bewaard in een cilinder.
De bunker was bereikbaar via de reeds bestaande mergelmijnen en lag aan de Van Schaïktunnel. De officiële naam was Rijksbewaarplaats nr. 9, maar hij was beter bekend als 'de kluis'. De wanden waren maar 50 cm dik, maar de bovenliggende mergelsteen van 33 meter dikte bood voldoende bescherming.

## Na 1945
Vanaf 25 juni 1945 gingen de eerste kunstschatten terug naar het Rijksmuseum. Tijdens de Koude Oorlog bleef de bergplaats beschikbaar als Rijksbewaarplaats voor kunstschatten. De kluis werd tussen 1998 en 2005 volledig hersteld en is sindsdien opengesteld voor publiek.
Castricum · 
Heemskerk · 
Kröller-Müller · 
Mauritshuis · 
Noordwijk · 
Paasloo · 
Sint-Pietersberg · 
Zandvoort